# Єлишевич Григорій Львович
Григорій Львович Єлишевич (нар. 6 листопада 1948 м. Конотоп)  — український поет, член НСПУ, НСЖУ та Асоціації діячів естрадного мистецтва. Почесний житель Великої Чернеччини.

## Життєпис

### Родина
Народився в учительській родині Єлішевича Лева Наумовича та Єлизавети Марківни (до шлюбу Хайсман). На момент народження Григорія його батько саме закінчував Конотопський педагогічний інститут і отримав розподіл до с. Велика Чернеччина.

### Навчання
Закінчив школу в с. Велика Чернеччина із золотою медаллю, потім Сумський педагогічний інститут, факультет біології, хімії.

### Кар'єра
Після закінчення інституту 2 роки працював на Київщині, потім 3 роки вчителем хімії та біології у Великій Чернеччині. Цим часом друкувався в редакції сумської районної газети «Вперед», публікував гуморески. Невдовзі головний редактор Петро Погребняк запросив до штату, де став завідувачем відділу, який висвітлював сільське господарство, на цій посаді працював 10 років. Саме в цей період Григорій Львович фактично змінив прізвище. Хоча змінилася лише літера «і» на «и» у документах «Єлішевич», а відтепер твори підписувалися Єлишевич. Посприяв цьому Геннадій Петров, бо саме таке написання відповідає українській граматиці.

### Творчість
Професійно почав писати з 1974 року. Друкувався у місцевих газетах, у журналі «Перець» та інших відомих українських виданнях: «Вітчизна», «Україна», альманахах «Слобожанщина». З «Перцем» багато років пов'язана творча дружба, де довго був позаштатним співробітником
Учасник фестивалю «Вишневі усмішки», «Сміхограй», «Кролевецькі рушники» та інших. Автор-виконавець власних пісень.
Пише українською та російською мовами. Автор збірок гумору і сатири
- «Не проспіваний романс»
- «Нацькований Рябко»
- «Лає мафію народ»
- «Уроки малого Коки»
- «Щоб сміялись друзі…»
- «Записки смертного»
- «З народом заодно»
- «З усмішкою і любов'ю»

У видавництвах Харкова, Києва та Сум вийшли друком шість його книг сатири та гумору і одна  — публіцистики «Записки смертного».
Постійно докладає зусиль у популяризації українського гумору на Сумщині, зокрема, виступив ініціатором відродження обласного фестивалю «Вишневі усмішки» на батьківщині Остапа Вишні  — в селі Грунь Охтирського району. Відтак — він незмінний член оргкомітету цього свята.
Його твори виконують заслужені артисти України Василь Будянський, Анатолій Костенко, Ігор Левенець, Лариса Недін, багато молодих виконавців стали лауреатами всеукраїнських конкурсів.

### Нагороди
- ІІІ місце Всеукраїнської літературно-мистецької премії імені Степана Руданського[1].

### Сімейний стан
Вдівець. Діти: Костянтин Єлішевич та Ірина Вєртікова  — журналісти. Онук.